# Schweighofen
Schweighofen település Németországban, Rajna-vidék-Pfalz tartományban. Lakosainak száma 591 fő (2023. december 31.). Schweighofen Wissembourg községgel határos.

## Népesség
A település népességének változása:
| Lakosok száma | 580  | 584  | 581  | 583  | 587  | 591  |
|               | 1975 | 2017 | 2019 | 2021 | 2022 | 2023 |